# Vătja
Vătja (bulgariska: Въча) är ett vattendrag i Bulgarien.   Det ligger i regionen Plovdiv, i den centrala delen av landet, 120 km sydost om huvudstaden Sofia.